# Mikel Lasa
Mikel Lasa Goikoetxea (ur. 9 września 1971 w Legorrecie) – piłkarz hiszpański grający na pozycji lewego obrońcy. W swojej karierze 2 razy wystąpił w reprezentacji Hiszpanii.

## Kariera klubowa
Karierę piłkarską Lasa rozpoczął w Realu Sociedad. W 1988 roku został zawodnikiem rezerw Realu i grał w nich w Segunda División B. Na początku 1989 roku awansował do kadry pierwszego zespołu Realu. 4 marca 1993 zadebiutował w Primera División w wygranym 1:0 domowym meczu z Realem Valladolid. 8 września 1990 w meczu z Cádizem (1:1) strzelił pierwszego gola w Primera División. W zespole Realu grał do końca sezonu 1990/1991.
Latem 1991 roku Lasa przeszedł z Realu Sociedad do Realu Madryt. W nowej drużynie zadebiutował 9 listopada 1991 w zwycięskim 2:1 domowym meczu z Albacete Balompié. W sezonie 1992/1993 zaczął grać w podstawowym składzie Realu. W 1993 roku zdobył z nim Puchar Króla i Superpuchar Hiszpanii. Z kolei w sezonie 1994/1995 wywalczył swoje pierwsze mistrzostwo kraju. W 1997 roku został po raz drugi mistrzem Hiszpanii.
W 1997 roku Lasa został piłkarzem Athletiku Bilbao. W nim po raz pierwszy wystąpił 5 września 1997 w zremisowanym 1:1 wyjazdowym spotkaniu z Realem Betis. W zespole z Bilbao występował bez sukcesów do lata 2001 roku. Wtedy też został zawodnikiem Realu Murcia z Segunda División. W 2003 roku awansował z nim do Primera División, ale odszedł do innego klubu z Murcji, Ciudad de Murcia. W 2004 roku zakończył w nim swoją karierę.
| Sezon   | Klub             | Kraj      | Rozgrywki          | Mecze | Bramki |
| ------- | ---------------- | --------- | ------------------ | ----- | ------ |
| 1988/89 | Real Sociedad    | Hiszpania | Primera División   | 13    | 0      |
| 1988/89 | Real Sociedad B  | Hiszpania | Segunda División B | ?     | ?      |
| 1989/90 | Real Sociedad    | Hiszpania | Primera División   | 22    | 0      |
| 1990/91 | Real Sociedad    | Hiszpania | Primera División   | 13    | 0      |
| 1991/92 | Real Madryt      | Hiszpania | Primera División   | 14    | 1      |
| 1992/93 | Real Madryt      | Hiszpania | Primera División   | 34    | 0      |
| 1993/94 | Real Madryt      | Hiszpania | Primera División   | 30    | 0      |
| 1994/95 | Real Madryt      | Hiszpania | Primera División   | 25    | 1      |
| 1995/96 | Real Madryt      | Hiszpania | Primera División   | 23    | 1      |
| 1996/97 | Real Madryt      | Hiszpania | Primera División   | 13    | 0      |
| 1997/98 | Athletic Bilbao  | Hiszpania | Primera División   | 28    | 1      |
| 1998/99 | Athletic Bilbao  | Hiszpania | Primera División   | 15    | 0      |
| 1999/00 | Athletic Bilbao  | Hiszpania | Primera División   | 3     | 0      |
| 2000/01 | Athletic Bilbao  | Hiszpania | Primera División   | 5     | 0      |
| 2001/02 | Real Murcia      | Hiszpania | Segunda División   | 18    | 0      |
| 2002/03 | Real Murcia      | Hiszpania | Segunda División   | 28    | 0      |
| 2003/04 | Ciudad de Murcia | Hiszpania | Segunda División   | 19    | 0      |

## Kariera reprezentacyjna
W reprezentacji Hiszpanii Lasa zadebiutował 24 lutego 1993 roku w wygranym 5:0 spotkaniu eliminacji do MŚ 1994 z Litwą. W kadrze Hiszpanii zagrał również w kolejnym meczu z Litwą w tych eliminacjach, wygranym przez Hiszpanię 2:0, który był dla niego drugim i ostatnim w zespole narodowym.
Lasa grał również w młodzieżowych reprezentacjach Hiszpanii: U-16, U-17, U-18, U-19, U-20, U-21 i U-23. Z tą ostatnią w 1992 roku wywalczył złoty medal Igrzysk Olimpijskich w Barcelonie. Z kolei z kadrą U-16 wywalczył mistrzostwo Europy U-16 w 1988 roku.
| Mecze i gole w reprezentacji | Mecze i gole w reprezentacji | Mecze i gole w reprezentacji | Mecze i gole w reprezentacji | Mecze i gole w reprezentacji | Mecze i gole w reprezentacji | Mecze i gole w reprezentacji |
| #                            | Data                         | Stadion                      | Rywal                        | Wynik                        | Gol                          | Rozgrywki                    |
| 1993                         | 1993                         | 1993                         | 1993                         | 1993                         | 1993                         | 1993                         |
| ---------------------------- | ---------------------------- | ---------------------------- | ---------------------------- | ---------------------------- | ---------------------------- | ---------------------------- |
| 1.                           | 24.02.1993                   | Sewilla, Hiszpania           | Litwa                        | 5:0                          | 0                            | el. MŚ 1994                  |
| 2.                           | 02.06.1993                   | Wilno, Litwa                 | Litwa                        | 2:0                          | 0                            | el. MŚ 1994                  |

## Sukcesy
- Mistrzostwo Hiszpanii (2)

Real Madryt: 1994/1995, 1996/1997
- Puchar Króla (1)

Real Madryt: 1993
- Superpuchar Hiszpanii (1)

Real Madryt: 1993
- Mistrzostwo Europy U-16 (1)

Hiszpania U-16: 1988
- Złoty Medal Igrzysk Olimpijskich (1)

Hiszpania U-23: 1992